# Qin Guorong
Qin Guorong (秦国荣S, Qín GuóróngP; Shanghai, 4 maggio 1961) è un ex calciatore cinese, di ruolo centrocampista.

## Carriera

### Nazionale
Ha rappresentato la nazionale cinese alla Coppa d'Asia nel 1984.